# 수덕사로
수덕사로(Sudeoksa-ro)는 충청남도 홍성군 갈산면 내갈 교차로에서 예산군 덕산면 시량 교차로를 잇는 충청남도의 도로이다.

## 주요 경유지
충청남도
- 예산군 (덕산면) - 홍성군 (갈산면)

## 노선
| 이름                        | 접속 노선                                           | 소재지 | 소재지 | 비고                                  |
| --------------------------- | --------------------------------------------------- | ------ | ------ | ------------------------------------- |
| 내갈 교차로                 | 15호선 서해안고속도로 국도 제29호선 (내포로) 갈산로 | 홍성군 | 갈산면 | 국도 제40호선 구간 홍성 나들목과 연결 |
| 구성교                      |                                                     | 홍성군 | 갈산면 | 국도 제40호선 구간                    |
| 수덕초등학교                |                                                     | 예산군 | 덕산면 | 국도 제40호선 구간                    |
| 외나사거리                  | 흥덕서로                                            | 예산군 | 덕산면 | 국도 제40호선 구간                    |
| 사천1교                     |                                                     | 예산군 | 덕산면 | 국도 제40호선 구간                    |
| 수덕사2 교차로              |                                                     | 예산군 | 덕산면 | 국도 제40호선 구간                    |
| 수덕사1 교차로 (수덕사입구) | 수덕사안길                                          | 예산군 | 덕산면 | 국도 제40호선 구간                    |
| 수덕사 교차로               | 국도 제40호선 국도 제45호선 (윤봉길로)              | 예산군 | 덕산면 | 국도 제40호선 구간                    |
| 수덕교                      |                                                     | 예산군 | 덕산면 |                                       |
| 시량 교차로                 | 덕산온천로                                          | 예산군 | 덕산면 |                                       |

## 주요 건물 및 시설
- 나박소경로당 (수덕사로 625/외라리 255-5)
- 수덕초등학교(수덕사로 631/외라리 238)
- GS칼텍스 수덕사주유소 (수덕사로 1154/둔리 480-1)